# Serra de Santa Madrona
La Serra de Santa Madrona és una serra situada entre els municipis de Corbera d'Ebre i de Gandesa a la comarca de la Terra Alta, amb una elevació màxima de 549 metres.